# Parabéns gaúcho

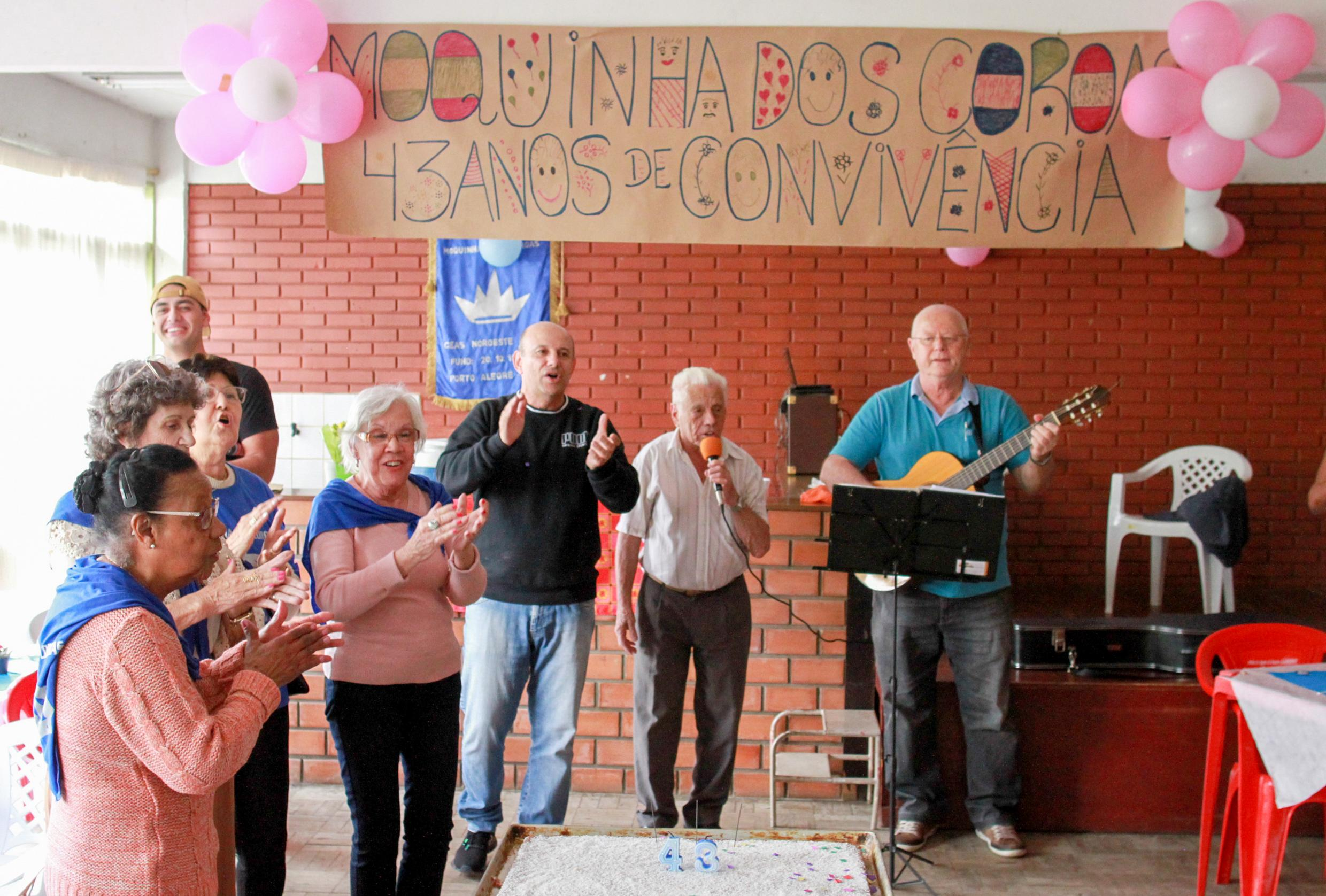
Grupo de idosos cantando o parabéns gaúcho durante o aniversário de uma unidade do CRAS, em Porto Alegre, em 2019.

O parabéns gaúcho, também conhecido como parabéns crioulo ou parabéns gaudério, é uma versão regional de canção de aniversário brasileira, composta no Rio Grande do Sul em 1958 por Dimas Costa e Eleu Salvador. A música, em ritmo de xote, tornou-se parte significativa das comemorações de aniversário na cultura tradicionalista gaúcha, sendo amplamente executada em festas no estado, geralmente em substituição à versão nacional do parabéns a você.

## Autoria e estrutura
A canção foi escrita em 1958 com letra de Dimas Costa, poeta, radialista e folclorista nascido em Bagé, e música do ator, compositor e dublador Eleu Salvador, de General Câmara. Ambos eram figuras ativas no meio artístico e radiofônico regional, atuantes na Estância da Poesia Crioula, instituição fundada um ano antes. Costa tinha destaque atuando no programa "Grande Rodeio Coringa" e em filmes de Teixeirinha e José Mendes.
A composição original apresenta a estrutura de quadras rimadas do tipo ABCB, característica marcante da obra poética de Costa, com versos que reforçam valores como amizade, solidariedade e religiosidade, frequentes na literatura e poesia regionalista gaúcha. "É um refrão repetido 3x e duas declamações no meio".
A estrofe mais conhecida da canção é o refrão:
Parabéns, parabéns / Saúde e felicidade 
Que tu colhas sempre, todo dia / Paz e alegria na lavoura da amizade
Essa forma alterna canto e declamação, seguindo o estilo dos trovadores e poetas populares do sul do Brasil. A métrica e o vocabulário remetem ao universo rural e tradicionalista, sendo reconhecidos como marcas de autenticidade cultural.

## Difusão e popularização

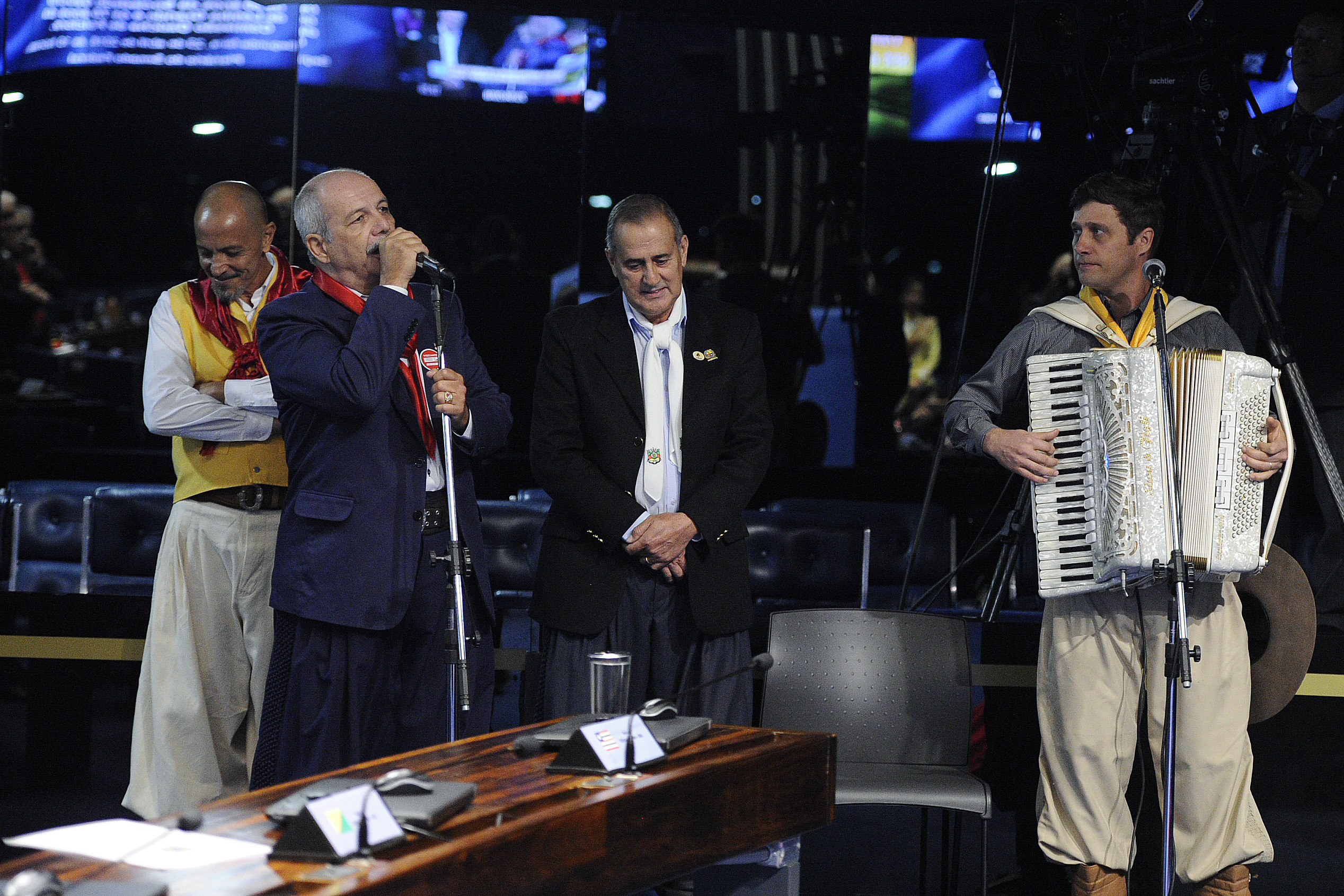
Gerson Rezende canta o parabéns crioulo em sessão especial na Plenária do Senado em 2018.

Segundo o historiador tradicionalista Paulo Roberto de Fraga Cirne, após a composição, a canção foi sendo rapidamente adotada pelo público gaúcho em festas de aniversário durante o final da década de 1950 e início dos anos 1960. O grande impulso para sua difusão regional, no entanto, ocorreu em 1969, quando o cantor José Mendes gravou a música no LP Andarengo (faixa 6 do lado A), com o título "Parabéns". Em nível nacional, a canção ganhou maior visibilidade em 06 de abril de 2025, quando foi cantada por Vitória Strada, participante do BBB 25.
Com o tempo, a canção passou a ser chamada popularmente de “parabéns crioulo”, “parabéns gaúcho” ou “parabéns gaudério”. Ainda que pouco conhecida fora do Rio Grande do Sul, a música se consolidou como um símbolo cultural regional, sendo utilizada em aniversários, eventos tradicionalistas e apresentações escolares e comunitárias.

## Legado e importância cultural
A canção é considerada um símbolo da identidade cultural gaúcha, e mesmo décadas após sua criação, continua sendo executada com frequência e ensinada às novas gerações como parte do repertório local.
| “                                                                      | O fato de ter uma canção própria de parabéns, diferente do padrão nacional, reforça a identidade gaúcha e gera um sentimento de pertencimento a quem nasceu no estado, esteja onde estiver. | ” |
| — Alessandro Gradaschi, presidente do Movimento Tradicionalista Gaúcho | |   |

Em 2016, na cidade de Erechim, o parabéns gaúcho foi cantado em comemoração aos 98 anos da cidade. Em 2017, também foi cantado em um show do Guri de Uruguaiana na Universidade Regional Integrada em comemoração aos seus 25 anos. Em 2023, durante um show em Caxias do Sul, a dupla tocantinense Anavitória foi surpreendida por uma performance da plateia do parabéns regional. Em 2024, voltou a ganhar destaque nacional ao ser cantada pela atriz Vitória Strada durante o programa Big Brother Brasil, o que reacendeu o interesse pelo parabéns crioulo fora do Rio Grande do Sul.